# Krisztofor Zsefarovics
Krisztofor Zsefarovics (Христофоръ Жефаровичъ) (1690-Moszkva, 1753. szeptember 18.) festő, író, költő, heraldikai író, a pánszlávizmus egyik első hirdetője. 
Dorjanban született, az Oszmán Birodalomban, a mai Macedónia területén, papi családban. maga is a papi pályára lépett. Képeket festett, könyvekkel és ikonokkal kereskedett. Egy bizonyos időt eltöltött a híres ohridi Szent Naum kolostorban. 1734-ben Belgrádban már ismert festőnek számított. Korai fennmaradt műve 1737-ből a bodonyi kolostorban (ma Szabadka része) látható, a másik a siklósi kolostorban 1739-ből. 1740 után sokat foglalkozott rézmetszéssel és könyvek illusztrálásával. Thesszaloniki és Jaffa érintésével Jeruzsálembe zarándokolt. Később a moszkvai Bogojavlenszkij kolostorban élt haláláig.  
Két vallási művet írt, az egyiket az újonnan felszentelt papok útmutatójaként (Поучение святителское к новопоставленному йерею) 1742-ben és Jeruzsálem leírását (Описание светаго божия града Йерусалима) 1748-ból. Számos vajdasági személyiség portréját készítette el.  
Főműve a Stemmatographia (Bécs, 1741), mely Pavao Ritter Vitezović Stemmtographiájára épül. A könyv metszeteit is ő maga készítette. Összesen 20 ábrát tartalmaz (bolgár és szerb uralkodók, szentek), valamint 56 balkáni címert, alattuk egy-egy négysoros verssel, amit a modern bolgár és szerb világi költészet első megnyilvánulásának tartanak. A könyv nagyon fontos szerepet játszott a 19. századi bolgár és szerb nemzeti megújhodásban, valamint a bolgár nemzeti szimbólumok és címer kialakulásában.